# Čamac za spašavanje (1994.)
Čamac za spašavanje (engleski Lifeboat) američka je ratna pustolovna drama iz 1944. koju je režirao Alfred Hitchcock, prema kratkoj priči koju je napisao John Steinbeck. Radnja se odvija samo na jednom čamcu za spašavanje, na kojem se našlo tucet preživjelih putnika nakon što je njihov brod potopila njemačka podmornica 1940-ih, te se mora osloniti na nepouzdanog njemačkog službenika kako bi otplovili kroz Atlantski ocean do najbliže postaje. Glavne uloge tumače Tallulah Bankhead, William Bendix i Hume Cronyn. 
Bio je to prvi Hitchcockov film s 'ograničenim okruženjem', a ostala tri su Uže (1948.), Biraj M za ubojstvo (1954.) i Prozor u dvorište (1954.). Iako komercijalni neuspjeh, film je pobrao dobre recenzije te je nominiran za ukupno tri Oscara, među njima i za najboljeg redatelja (druga Hitchcockova nominacija).

## Radnja
Drugi svjetski rat. Tijekom plovidbe po Atlantskom oceanu, jedan britanski brod i njemačka podmornica se međusobno potope, a oko tucet preživjelih putnika, civila, je našlo spas u malenom čamcu za spašavanje. Pokupe i jednog čovjeka koji se predstavi kao Willi, njemački časnik iz podmornice. Kovac zahtjeva da se Willi baci u more, ali Garrett i Connie uspiju uvjeriti preživjele da bi to bilo nemoralno te da je Willi njihov ratni zarobljenik. Među preživjelima je i gđa. Higgins, koja mora biti svezana jer je ostala u deliriju nakon što je njena beba preminula. Ipak, dok su spavali, ona je skočila u more i nestala. Putnici se organiziraju i pokušavaju sačuvati ono malo hrane što su spasili, ali nestašica pitke vode i nesigurnost oko toga hoće li ih netko pronaći na vrijeme ih čini depresivnim. 
Kovac nastoji preuzeti vodstvo, ali to polako preuzima Willi jer tvrdi da se najbolje razumije u moreplovstvo, te uvjerava skupinu da je najbolje odvesti ih do njemačkog broda sa zalihama, jer je najbliži. Iako bi mogli postati zarobljenici, putnici pristaju jer bi ipak preživjeli. Njemački Amerikanac Smith, koji je ozljeđen, primijeti da Willi pije vodu iz skrivene bočice, ali ga ovaj baci u more. Kada su ostali probude, primijete da Willi laže i da je sakrio zalihe u bočicama oko svojeg džempera. U bijesu ga ubiju i bace u more. Naposljetku stižu do njemačkog broda, ali ovaj potopi saveznički ratni brod. Putnici u čamcu spase njemačkog mornara, ali ovaj izvadi pištolj prema njima. Ipak, uspiju ga razoružati. Saveznički brod ih primijeti te krene spasiti ih. 

## Glavne uloge
- Hume Cronyn - Stanley "Sparks" Garrett
- Mary Anderson - Alice MacKenzie
- Tallulah Bankhead - Constance "Connie" Porter
- William Bendix - Gus Smith
- Walter Slezak - Willi
- John Hodiak - John Kovac
- Henry Hull - Charles D. "Ritt" Rittenhouse
- Heather Angel - Gđa. Higgins
- Canada Lee - George "Joe" Spencer
- William Yetter Jr. - Njemački mornar

## Nagrade
Film je nominiran za tri Oscara: za najboljeg redatelja (Hitchcock), najbolji izvorni scenarij (John Steinbeck) i najbolju crno-bijelu fotografiju (Glen MacWilliams).

## Vanjske poveznice
- Čamac za spašavanje u internetskoj bazi filmova IMDb-a
- Čamac za spašavanje na Rotten Tomatoes
- Članak o filmu na Guardianu